# Der Fall (Roman)
Der Fall (franz. La Chute) ist ein Roman von Albert Camus. Er sollte eigentlich in Camus’ Novellen des Exils (Das Exil und das Reich) veröffentlicht werden, wurde dann aber zu umfangreich, und erschien bereits im Jahr 1956 als vorgeschobenes Einzelwerk. Er ist Camus’ letztes vollendetes Prosawerk. Die Geschichte ist in Amsterdam angesiedelt und wird als Monolog vom selbsternannten „Bußrichter“ (franz. „juge-pénitent“, d. h. büßender, beichtender Richter) Jean-Baptiste Clamence erzählt, der einem Fremden seine Vergangenheit als erfolgreicher Anwalt offenbart. In seiner Lebensbeichte berichtet er von seiner Krise und seinem Fall, der als individuelle säkulare Version des Sündenfalls gesehen werden kann. Das Werk erkundet Themen wie Bewusstsein, Freiheit und die Sinnlosigkeit des menschlichen Lebens. Clamence kann in der Tradition von Lermontows Ein Held unserer Zeit, Fjodor Dostojewskis Aufzeichnungen aus dem Kellerloch und Friedrich Nietzsches Also sprach Zarathustra gesehen werden.
Die Besonderheit dieses Romans liegt darin, dass der Protagonist, der die Beichte ablegt, im ganzen Werk als Einziger zu Wort kommt. Der Verzicht auf einen allwissenden Erzähler, der auch Camus’ 14 Jahre zuvor erschienenen Roman Der Fremde prägt, nimmt dem Leser die Möglichkeit, das Geschehen zu objektivieren.

## Zusammenfassung

### Das Leben in Paris
Zu Beginn des Romans erklärt Clamence in der Bar Mexico City einem Fremden, wie man richtig etwas zum Trinken bestellt. Der Barmann spricht ausschließlich niederländisch. Clamence übersetzt für sein Gegenüber, und nachdem klar wird, dass beide aus Paris stammen, beginnt er mit ihm ein ernstes Gespräch.
Clamence erzählt, dass er ein perfekt erscheinendes Leben in Paris geführt habe, als erfolgreicher und angesehener Anwalt. Der Hauptteil seiner Arbeit habe sich um Witwen und Waisen gedreht, die Armen und Entrechteten, die sich sonst keine Verteidigung leisten könnten. Er erzählt auch von seiner alltäglichen Hilfsbereitschaft (Blinden über die Straße helfen, Platz frei machen im Bus etc.). Er glaubte von sich selbst, er lebe nur im Dienst der andern und habe mehr erreicht als der gemeine Mann, er habe es auf den Gipfel geschafft, wo die Tugend ihre eigene Belohnung sei.
Eines Nachts beim Überqueren der Pont Royal unterlässt er es, den Suizid einer Frau zu verhindern. Er lebt wie gewohnt weiter. Später kommt er zu dem Schluss, dass er gehemmt war, die Frau zu retten, weil er dafür sein eigenes Leben hätte gefährden müssen. Jahre später, ohne dass ihm das Vergessen des Vorfalls gelungen wäre, hört er auf der Pont des Arts ein Lachen, das ihn fortan verfolgt.
Ein dritter Vorfall besiegelt Clamences Abwärtsspirale endgültig: Bei einem Stopplicht wartet er hinter einem nicht anspringenden Motorrad, das er nicht überholen kann. Es kommt zum Streit mit dem unnachgiebigen beleidigenden Motorradfahrer. Als Clamence ihn schlagen will, interveniert jemand und empört sich darüber, dass Clamence einen Mann schlagen wollte, der durch sein Motorrad behindert – und somit benachteiligt – sei. Clamence will die Sache richtigstellen, aber plötzlich schlägt ihn der Motorradfahrer von der Seite an den Kopf und fährt ab. Erniedrigt kehrt Clamence zu seinem Wagen zurück, ohne sich am Unterbrecher zu rächen. Es kommt ihm erst danach – immer wieder – in den Sinn, was er hätte tun können. Verbitterung nagt an ihm. Nachdem er sich wehrlos in der Öffentlichkeit hatte schlagen lassen, kann er sein Selbstbild nicht mehr aufrechterhalten. Da ihn der demütigende Vorfall derart stört, war er offenbar auch gar nicht der wohltäterische Freund der Wahrheit, für den er sich hielt – denn dann hätte er den Vorfall längst vergessen, der ja auch von den Augenzeugen längst vergessen worden sein musste.
Clamence kommt zum Schluss, dass er sein ganzes Leben mit der Suche nach Ehre, Anerkennung und Macht über andere verbracht hat. Nach dieser Erkenntnis kann er nicht mehr leben wie zuvor.

### Krise
Anfangs versucht Clamence, gegen das Gefühl anzukämpfen, scheinheilig und selbstsüchtig gelebt zu haben. Seine guten Taten, die er dabei als Argument benutzt, erweisen sich schnell als hinfällig. Es fällt ihm ein, dass er, immer wenn er einem Blinden über die Straße half, besonders gern seinen Hut hob. Da der die Geste nicht sehen konnte, fragt sich Clamence nun, an wen sie denn sonst gerichtet sein musste: An die Zuschauer. So kommt Clamence dazu, sich selbst als scheinheilig und doppelzüngig zu betrachten. Die Klarheit darüber, dass sein ganzes Leben falsch gewesen ist, führt ihn in eine geistige und emotionale Krise; was er gedacht hat, kann er nicht mehr rückgängig machen. Das Lachen, das er zum ersten Mal auf der Pont des Arts hörte, beginnt seine ganze Existenz zu durchdringen. Clamence beginnt sogar über sich selbst zu lachen, wenn er vor Gericht Angelegenheiten um Gerechtigkeit und Recht vertritt. Weil er das Lachen nicht ausblenden kann, versucht er es abzuschütteln, indem er seine Scheinheiligkeit ablegt und den guten Ruf zerstört, den er einst darauf errichtet hatte. So lässt er u. a. unter Leuten unkorrekte Kommentare fallen.
Seine Bemühungen schlagen fehl. Man glaubt, er mache Späße – es erscheint undenkbar, dass ein ehrenwerter Mann solche Dinge ernst meint. Das Lachen nagt immer noch an ihm. Er merkt, dass seine Bemühungen, es zu vertreiben, genauso unehrlich waren: Er hat sich in vollkommenen Hohn stürzen wollen, um das ganze Gelächter auf seine Seite zu ziehen, oder dies zumindest zu versuchen – es ist immer noch ein Erschleichungsversuch, ein Täuschungsversuch am Gesetz.
Clamence zieht sich zurück, schließt die Kanzlei, meidet den früheren Umgang. Er beginnt kompromisslose Ausschweifungen – kein Mensch sei heuchlerisch in seinen Genüssen. Clamence erkennt, dass jeder an etwas die Schuld trägt, ob gewollt oder ungewollt.

### Das Leben in Amsterdam
Der letzte von Clamences fünf Monologen findet in seiner Wohnung im ehemaligen Judenquartier statt. Er erzählt spezifischer von den Ereignissen, die ihn nach Amsterdam verschlagen hatten. Durch den Ausbruch des Kriegs und den Fall Frankreichs erwog er den Beitritt zur Résistance, aber verwarf diesen Plan dann wieder. Stattdessen beschloss er die Flucht aus Paris nach London und nahm einen indirekten Weg, durch Nordafrika. Er fand aber einen Freund in Afrika und wollte dort bleiben und eventuell in Tunis ansässig werden, wurde aber von den Nationalsozialisten verhaftet und in ein Konzentrationslager gesperrt.
Die Figur Clamence erklärt auch, wie eine Tafel mit dem Titel "Die gerechten Richter" (in der älteren Übersetzung von Guido G. Meister nennt Clamence sie "Die unbestechlichen Richter", im französischen Original "Les Juges intègres") des berühmten Genter Altars von Jan Van Eyck in seine Hände kam. Camus bezieht sich an dieser Stelle auf eine wahre Begebenheit, denn nachdem der gesamte Genter Altar als Reparationszahlung nach dem Ersten Weltkrieg gemäß dem Versailler Vertrag von den Berliner Museen an Belgien zurückgegeben worden war, wurden 1934 die Tafeln mit den gerechten Richtern und Johannes dem Täufer aus der Genter St.-Bavo-Kirche gestohlen. Letztere wurde zurückgegeben. Für die „gerechten Richter“ wurde jedoch ein Lösegeld von einer Million belgische Francs gefordert. Da die Summe nicht gezahlt wurde, bleibt das Bild bis heute verschollen. Das ausgestellte Bild ist bis heute eine Kopie, wie Clamence auch im Roman erwähnt. Clamence benutzt das Bild dann, um anhand seiner sein Selbstverständnis als Bußrichter darzulegen: Er büßt für seine Verfehlungen (Nicht-Verhindern des Selbstmords, Eitelkeit, Ausschweifungen), welche durch die Gesellschaft nicht bestraft werden, indem er durch den Besitz des Bildes eine in dieser Gesellschaftsordnung zu bestrafende Schuld auf sich geladen hat. Hiermit hat er sich als Richter seiner selbst eine Möglichkeit zur Buße geschaffen.

## Hintergrund
Clamence spricht häufig davon, dass er gerne an erhabenen offenen Orten ist, wie Bergspitzen oder Oberdecks von Schiffen. Es sei ihm nirgendwo angenehm gewesen, außer an erhabenen Stellen. Sogar bei alltäglichen Kleinigkeiten habe er sich jeweils hocherhaben fühlen müssen. Amsterdam hingegen liegt unter dem Meeresspiegel, das ist bemerkenswert in Bezug auf Clamences Vorliebe für Höhen. Die Stadt wird als kalter feuchter Ort beschrieben, dessen überfüllte neonbeleuchtete Straßen immer von Nebeldecken verhangen sind. Abgesehen von dieser schaurigen Atmosphäre, wurde die Stadt noch aus anderen Gründen gewählt. Auf den ersten Seiten bemerkt Clamence beiläufig, dass die konzentrischen Amsterdamer Kanäle an die Kreise der Hölle erinnerten, die Dante in seiner Göttlichen Komödie entwirft. Der innerste Kreis der Hölle wären dann das Gebiet von Amsterdams Rotlichtbezirk und die Bar Mexico City, die Clamence in der Nacht frequentiert und wo sich der Großteil seiner Erzählung entfaltet. Diese Umstände dienen dazu, wortwörtlich und im übertragenen Sinn, Clamences Fall abzubilden, von den Höhen der Pariser Oberklasse hinunter in die dunkle, trostlose, danteske Unterwelt Amsterdams, wo die gequälten Seelen ziellos aneinander vorbeiwandern. Clamence sagt, dass er in der Nähe des Mexico City wohne, wo früher das Judenviertel war, bis Hitlers Anhänger „für Platz gesorgt hatten“.

## Erwähnungen in der Populärkultur
- Die Post-Punk-Band The Fall hat ihren Namen von Camus’ Roman übernommen.
- Die Band Manic Street Preachers zitiert folgende Stelle in Musikvideo und Albumverpackung ihres Lieds Love's Sweet Exile: "Then came human beings, they wanted to cling but there was nothing to cling to." (Deutsch: „Dann kamen Menschen, sie wollten sich anklammern, aber sie fanden keinen Halt.“)

## Ausgaben
- Camus, Albert: La Chute. Gallimard: Paris (1956) (frz. Erstausgabe)
- Camus, Albert: Der Fall (dt. von Guido G. Meister). Rowohlt: Hamburg (1957)
- Camus, Albert: Der Fall (dt. von Grete Osterwald). Rowohlt: Hamburg (2023), ISBN 978-3-49800-130-8

## Weitergehende Literatur
- Barretto, Vicente (1970). "Camus: vida e obra". [s.L.]: José Álvaro, 1970.
- Galpin, Alfred (1958). "Dante in Amsterdam". Symposium 12: 65–72.
- King, Adele (1962). "Structure and Meaning in La Chute". PMLA 77 (5): 660–667.
- Royce, Barbara C. (1966). "La Chute and Saint Genet: The Question of Guilt". The French Review 39 (5): 709–716.
- Viggiani, Carl A. (1960). "Camus and the Fall from Innocence". Yale French Studies 25: 65–71.
- Wheeler, Burton M. (1982). "Beyond Despair: Camus’ 'The Fall' and Van Eyck’s 'Adoration of the Lamb'". Contemporary Literature 23 (3): 343–364.